# واگازین
واگازین (ترکی آذربایجانی: Vagazin) یک منطقهٔ مسکونی در جمهوری آرتساخ است که در استان کاشاتاق واقع شده‌است.